# びしょっぷ英郎
びしょっぷ英郎（ひでお、ひでろう、えいろう、B.F.ビショップ、1926年（北海道）-2008年9月4日）は、日本の画家、登山家。英国人とのハーフ。梅原龍三郎に師事。
山の絵を得意とし、雑誌『山と渓谷』でも活躍。乗馬にも長け、多くの黒澤明の映画で三船敏郎の影武者を務めた。
元妻は、シャンソン歌手のびしょっぷ節子。